# Szirmai Gergely
Szirmai Gergely András (Budapest, 1988. szeptember 20. –) magyar videóblogger, filmkritikus, streamer. A YouTube videómegosztón vált híressé a Hollywood Hírügynökség (HollywoodNewsAgency) csatorna videói készítésével. A csatornán változó gyakorisággal készít kritikákat az aktuális filmekről. A kritikák elején az adott film tanulságáról, mondanivalójáról osztja meg véleményét, majd a film többi elemére tér ki. A csatornáján a filmkritikáin kívül megtalálható a „Komment Kedd” nevezetű kérdezz-felelek sorozat, melyben a nézők kérdéseire válaszol. Az elsők között lett YouTube-partner az országban, 2014-ben pedig egy ideig övé volt a legtöbb feliratkozóval rendelkező magyar YouTube-csatorna. 2020-ban már több mint 400 000 ember követte. 2015-ben indította el az AFK Légió csatornát, ahol utazós vlogokat tesz közzé. 2022. február 8-án pedig elindult bolcseszKlub csatornája is ahol streamer karrierjét lehet nyomon követni.

## Tanulmányai
A Kós Károly Ének-Zene Tagozatos Általános Iskolába járt, családi hagyományokat követve, és a Városmajori Gimnáziumba felvételizett tovább. Felsőfokú tanulmányait az ELTE Bölcsészettudományi karán kezdte, majd az Egyesült Államokbeli Chicagóban tanult filmművészetet, és a Színház- és Filmművészeti Egyetemen folytatta, televíziós műsorkészítő szakon.

## Magánélete
Van egy nővére, Anna. A szülei 10 éves korában elváltak. Nagyapja Szirmay Endre (1920-2013) költő, tanár.

## YouTube csatornái
- HollywoodNewsAgency: 2011. május 7-én indult, és 2024-re már több, mint 433 000 feliratkozóval rendelkező YouTube csatornává nőtte ki magát.
- AFK Légió: 2015. december 3-án indult, utazó témájú videókat felvonultató csatorna, ami 2024-re már több mint 121 000 feliratkozóval rendelkezik.